# Plan de Ayala (Las Margaritas)
Plan de Ayala es una localidad del estado mexicano de Chiapas. Es parte del municipio de Las Margaritas.

## Toponimia
El nombre de la localidad refiere al Plan de Ayala, manifiesto político de la Revolución mexicana.

## Demografía
| Gráfica de evolución demográfica |
|                                  |

| Censo | Población |
| ----- | --------- |
| 1940  | 434       |
| 1950  | 654       |
| 1960  | 900       |
| 1970  | 1 039     |
| 1980  | 1 036     |
| 1990  | 1 718     |
| 2000  | 2 171     |
| 2010  | 3 164     |
| 2020  | 3 804     |